# Flak-Korps z. b. V.
Das Flak-Korps z. b. V. (zur besonderen Verwendung) war ein Großkampfverband der Luftwaffe der Wehrmacht im Zweiten Weltkrieg.

## Geschichte
Das Flakkorps z. b. V. entstand am 2. April 1945 aus dem Stab des Luftgaukommandos VI und war der Luftflotte Reich unterstellt. Es führte die Flak-Verbände in Nordwestdeutschland. Dort erfolgte am 16. April 1945, vor der bedingungslosen Kapitulation der Wehrmacht, die Auflösung des Korps.

## Kommandierender General
| Dienstgrad                 | Name           | Datum                            |
| -------------------------- | -------------- | -------------------------------- |
| General der Flakartillerie | August Schmidt | 2. April 1945 bis 16. April 1945 |

## Unterstellung
| Unterstellung    | von           | bis            |
| ---------------- | ------------- | -------------- |
| Luftflotte Reich | 2. April 1945 | 16. April 1945 |

## Unterstellte Verbände
| April 1945 |                                                                                     |
| ---------- | ----------------------------------------------------------------------------------- |
| April 1945 | 2. Flak-Brigade mit Flakregiment 52, Flakregiment 143, Flakscheinwerferregiment 108 |
| April 1945 | 16. Flak-Brigade                                                                    |